# Правителство на Драган Цанков 2
Второто правителство на Драган Цанков е осмо правителство на Княжество България, назначено с Указ № 719 от 7 септември 1883 г. на княз Александър I Батенберг. Управлява страната до 31 декември 1883 г., след което е наследено от третото правителство на Драган Цанков.

## Политика
Образуването на първия коалиционен кабинет в България на 7 септември 1883 г. е резултат от компромиса между консерваторите и умерените либерали. Основен проблем пред кабинета са преговорите по подписване на конвенциите по окупационния дълг към Русия и строежа на жп линията Цариброд-Вакарел. Третото ОНС гласува проектите за двете конвенции въпреки съпротивата на крайните либерали. Те настояват отсечката Цариброд-Вакарел да бъде построена едва след съгласието на Високата порта за свързването на жп линията София-Кюстендил със Солунската железница. Така се установява пряка връзка на Княжеството с Македония, с което би се засилило неговото влияние там.
От вътрешната политика най-важен е въпросът за изменение на Търновската конституция. Опитът на крайните либерали да провалят гласуването по закона за изменението ѝ завършва без успех. Той трябва да влезе в сила след одобрение на ВНС в срок от три години. През това време ВНС намалява броя на депутатите в Народното събрание, дава избирателно право само на лица, притежаващи недвижими имоти и създава втора камара със законодателни и административни права. Променя титлата на княза от „светлост“ на „височество“ и му разрешава да награждава с ордени и да ползва държавни имоти.
Обявяват се за недействителни „Закона за цензурата върху печата“ и „Закона за ограничаване на митингите и събранията“. На 27 септември 1883 г. е гласуван и Указът за амнистията на осъдените по политически причини. Разпуснат е и Държавния съвет.
Командването на Българската армия е предоставено на княза, а ръководството на военната академия – на военния министър. Гласувани са закони за печата, избирателното право, развитието на промишлеността, акциза на тютюна и др. Подобряват се отношенията с Русия. Император Александър III одобрява умерено конституционните възгледи на д-р Цанков, възприемани като спирачка пред амбициите за власт на българския владетел.
Преминаването на армията под ръководството на монарха предизвиква недоволството на руската дипломация. Русия изтегля своите офицери от българската армия, а князът – българските юнкери и офицери от руските военни училища и академии. За да се разреши проблемът е подписана военна конвенция между двете държави. Според нея военният министър се назначава от княза със съгласието на руския император. Промени във военното министерство могат да се правят само със съгласието на министъра и Министерския съвет. Руските офицери в Българската армия са подчинени на министъра, на българските закони и наредби, забранява им се участие в политическите борби.
Непосредствено след като приключва работата на ОНС, д-р Цанков се разделя с непопулярните консерватори и съставя нов кабинет със свои привърженици от Либералната партия.

## Съставяне
Кабинетът, оглавен от Драган Цанков, е коалиционен - образуван от представители на Консервативната партия и умерените либерали и руски генерали, начело на военното министерство.

### Кабинет
Сформира се от следните 5 нови министри и 1 от предишния кабинет:
| министерство                            | име | име                       | партия               |
| --------------------------------------- | --- | ------------------------- | -------------------- |
| председател на Министерския съвет       |     | Драган Цанков             | Либерална партия     |
| финанси                                 |     | Григор Начович            | Консервативна партия |
| външни работи и изповедания             |     | Марко Балабанов           | Либерална партия     |
| обществени сгради, земеделие и търговия |     | Драган Цанков             | Либерална партия     |
| правосъдие                              |     | Константин Стоилов        | Консервативна партия |
| народно просвещение                     |     | Димитър Моллов            | Либерална партия     |
| вътрешни работи                         |     | Драган Цанков             | Либерална партия     |
| военен                                  |     | Александър Редигер (упр.) | военен               |

### Промени в кабинета

#### от 20 септември 1883
- От 20 септември управляващия министър на м-то на обществените сгради, земеделието и търговията е заменен от умерения либерал:

| министерство                            | име | име            | партия           |
| --------------------------------------- | --- | -------------- | ---------------- |
| обществени сгради, земеделие и търговия |     | Тодор Икономов | Либерална партия |

#### от 14 октомври 1883
- След 14 октомври същата година военното министерство оглавява подполковник:

| министерство | име | име                      | партия |
| ------------ | --- | ------------------------ | ------ |
| военен       |     | Виктор Котелников (упр.) | военен |

## Събития
- септември 1883 – Народното събрание ратифицира конвенцията за изграждане на българския участък от железницата Виена – Цариград през София и Цариброд за Ниш, въпреки опозицията на непримиримите либерали, които настояват за прокарване линията през София и Кюстендил за Скопие.[5] (Отсечката е завършена през 1888.[6]) По време на същата сесия парламентът утвърждава и конвенцията за изплащане на окупационния дълг към Русия, сключена при управлението на Соболев.[7]
- октомври 1883 – След Зайчарското въстание правителството на Цанков приютява сръбски политически емигранти. Това води до разрив в отношенията със Сърбия половин година по-късно.[8]
- 10 ноември 1883 – Сключена е военна конвенция с Русия, ограничаваща намесата ѝ във вътрешните работи на Княжество България.[9]
- 5 декември 1883 – Парламентът приема изменения в Търновската конституция, с които се въвежда имуществен ценз за избирателите и втора законодателна камара. Цанковистите не успяват да прокарат докрай промяната, но този опит води до окончателен разрив в Либералната партия и отделяне на крилото начело с Петко Каравелов.[9]